# Podbrezje
Podbrezje je kraj z nekaj manj kot 1.000 prebivalci in leži v osrčju Gorenjske med kraji Kranj, Radovljica in Tržič v občini Naklo. Leži v delu Ljubljanske kotline, ki se imenuje Dobrave. Vas je dolga in jo sestavljajo zaselki Podtabor, Britof, Srednja vas, Dolenja vas, Bistrica in Gobovce. Zadnja dva zaselka sta danes samostojni naselji. Kraj je poznan po velikem sadjarju, duhovniku in piscu Francu Pircu, ki velja za začetnika podbreške sadjarske tradicije, in pisateljih Mimi Malenšek in Karlu Mauserju; vsem so ob župnijski cerkvi sv. Jakoba postavili spomenike. V Podbrezje je rada zahajala tudi Ivana Kobilca, saj je tu živela njena mati. Na materinem domu v Podbrezjah je nastala tudi Ivanina največja umetnina: Poletje. Kraj je poznan tudi po taborski cerkvi (podružnična cerkev sv. Benedikta in Žalostne Matere Božje). Ta cerkev se nahaja na hribu Tabor, ki je tudi priljubljena razgledna točka. Z njega razgled sega vse do Julijskih Alp (vključno s Triglavom) in Jelovice na zahodu, do Karavank in Kamniških Alp na severu, do Jošta nad Kranjem na jugu in Krvavca na vzhodu. Tabor s cerkvijo je eden izmed najbolj znanih protiturških taborov na Slovenskem, kar dokazuje tudi obzidje okoli cerkve. Vzhodno od Podbrezij poteka gorenjska avtocesta. Dostop do Podbrezij je z avtoceste možen preko razcepa Podtabor, poimenovanega po bližnjem zaselku. 

## Galerija slik
- Podtabor s cerkvijo sv. Marije in sv. Benedikta
- Taborska cerkev od severozahoda
- Križev pot pred taborsko cerkvijo